# Subsecretaría de Defensa de Chile
La Subsecretaría de Defensa de Chile (SS. DEFENSA) es una subsecretaría de Estado dependiente del Ministerio de Defensa Nacional. Su misión es proponer para el ministro de Defensa Nacional, la política de defensa, la política militar y la planificación primaria de la defensa. Asimismo, impulsar y coordinar las relaciones internacionales de la defensa; realizar los procesos de evaluación y seguimiento de los proyectos del sector, e incentivar el desarrollo tecnológico aplicable a la defensa y supervisar las industrias públicas sectoriales. Todo lo anterior, mediante el estudio, análisis y preparación de información especializada, para asegurar al país un eficiente sistema de defensa. Desde el 16 de agosto de 2023 el subsecretario respectivo es Ricardo Montero Allende, actuando bajo el gobierno de Gabriel Boric.
Fue creada durante el primer gobierno de Michelle Bachelet, mediante la ley n.º 20.424 del 4 de febrero de 2010, junto con la Subsecretaría para las Fuerzas Armadas. La misma ley dejó sin efecto las subsecretarías de Guerra, de Marina y de Aviación.

## Organización
A la fecha, el organigrama de la Subsecretaría de Defensa está compuesto de la siguiente manera:
Subsecretario de Defensa
Gabinete
- Departamento de Planificación y Control de Gestión
- Departamento de Auditoría Interna
- División de Planes y Políticas
  - Departamento de Planes
  - Departamento de Políticas
- División de Relaciones Internacionales
  - Departamento de Asuntos Bilaterales y Multilaterales
  - Departamento de Cooperación Internacional
- División de Desarrollo Tecnológico e Industria
  - Departamento de Investigación, Desarrollo, Innovación e Industria de Defensa
  - Departamento de Ciberdefensa y Ciberseguridad
- División de Evaluación de Proyectos
  - Departamento de Evaluación de Proyectos
  - Departamento de Seguimiento de Proyectos
- División Jurídica
- División de Administración y Finanzas
  - Departamento de Finanzas
  - Departamento de Desarrollo y Gestión de Personas
  - Departamento de Tecnología de la Información y Comunicaciones
  - Departamento de Servicios Generales

## Subsecretarios
| Retrato | Subsecretario                | Partido | Partido | Inicio                  | Final                   | Presidente | Presidente                 |
| ------- | ---------------------------- | ------- | ------- | ----------------------- | ----------------------- | ---------- | -------------------------- |
|         | Óscar Izurieta Ferrer        |         | Ind.    | 25 de marzo de 2010     | 11 de marzo de 2014     |            | Sebastián Piñera Echenique |
|         | Marcos Robledo Hoecker       |         | PS      | 11 de marzo de 2014     | 11 de marzo de 2018     |            | Michelle Bachelet Jeria    |
|         | Cristián de la Maza Riquelme |         | Ind.    | 11 de marzo de 2018     | 11 de marzo de 2022     |            | Sebastián Piñera Echenique |
|         | Fernando Ayala González      |         | PPD     | 11 de marzo de 2022     | 8 de septiembre de 2022 |            | Gabriel Boric Font         |
|         | Gabriel Gaspar Tapia         |         | PS      | 8 de septiembre de 2022 | 10 de marzo de 2023     |            | Gabriel Boric Font         |
|         | Víctor Jeame Barrueto        |         | PPD     | 10 de marzo de 2023     | 16 de agosto de 2023    |            | Gabriel Boric Font         |
|         | Ricardo Montero Allende      |         | PS      | 16 de agosto de 2023    | en el cargo             |            | Gabriel Boric Font         |